# Arthur de Gobineau
Arthur de Gobineau, dit le comte de Gobineau, né le 14 juillet 1816 à Ville-d'Avray et mort le 13 octobre 1882 à Turin, est un diplomate, écrivain et homme politique français.
Né d'une famille aristocratique de comtes sous l'Ancien Régime, il est partisan du légitimisme et adversaire de la Révolution française, de l'orléanisme, et de la démocratie. Il est l'auteur d'une œuvre littéraire d'inspiration romantique (nouvelles et romans), d'essais polémiques et de travaux historiques et philologiques sur l'Iran ancien.
Il est surtout connu aujourd'hui pour son Essai sur l'inégalité des races humaines (1853-1855) dans lequel il reprend l'idée d'Henri de Boulainvilliers que la noblesse française descend des envahisseurs germaniques, par opposition au peuple d'ascendance gallo-romaine, pour justifier leurs privilèges historiques de vainqueurs. Dans cet ouvrage, Gobineau plus largement reprend à son compte la théorie raciale de hiérarchisation des groupes humains, tout en déplorant que les « races » ont été selon lui suffisamment mélangées pour ne plus se différencier, faisant ainsi perdre à la race blanche sa « vitalité ». Son Essai est largement rejeté comme étant de la pseudoscience par l'érudition moderne.
Les écrits de Gobineau, qui trouvent peu d'écho dans la France post-révolutionnaire acquise à l'abandon des privilèges et des traditions de l'Ancien Régime, alimentent en revanche dans d'autres pays, notamment en Allemagne (avec le mouvement völkisch), les théories pseudo-scientifiques alléguant le mythe de la race aryenne.

## Biographie

### La jeunesse (1816-1849)
Joseph Arthur de Gobineau est né dans une famille de noblesse de robe d'origine bordelaise. Son arrière-grand-père, Pierre Joseph de Gobineau (1696-1788) et son grand-père, Thibaut Joseph de Gobineau (1729-1795), ont exercé des charges à la Cour des aides de Guyenne et au Parlement de Bordeaux. Son père, Louis de Gobineau (1784-1858), étant cadet, fit une carrière militaire, et se compromit sous l'Empire pour ses sympathies légitimistes : sa participation à l'évasion de Polignac en 1813[Information douteuse] lui valut d'être emprisonné à Sainte-Pélagie, dont il ne fut libéré qu'à la première Restauration (1814). À Bruxelles auprès de Louis XVIII durant les Cent-Jours, il est nommé à son retour capitaine d'infanterie de la Garde royale. La mère d'Arthur, Anne-Louise-Madeleine de Gercy, est la fille de Jacques-Philippe de Gercy (1753-1796), dernier directeur des fermes de Bordeaux, et d'une créole de Saint-Domingue.

#### Les tribulations de l'enfance (1816-1835)

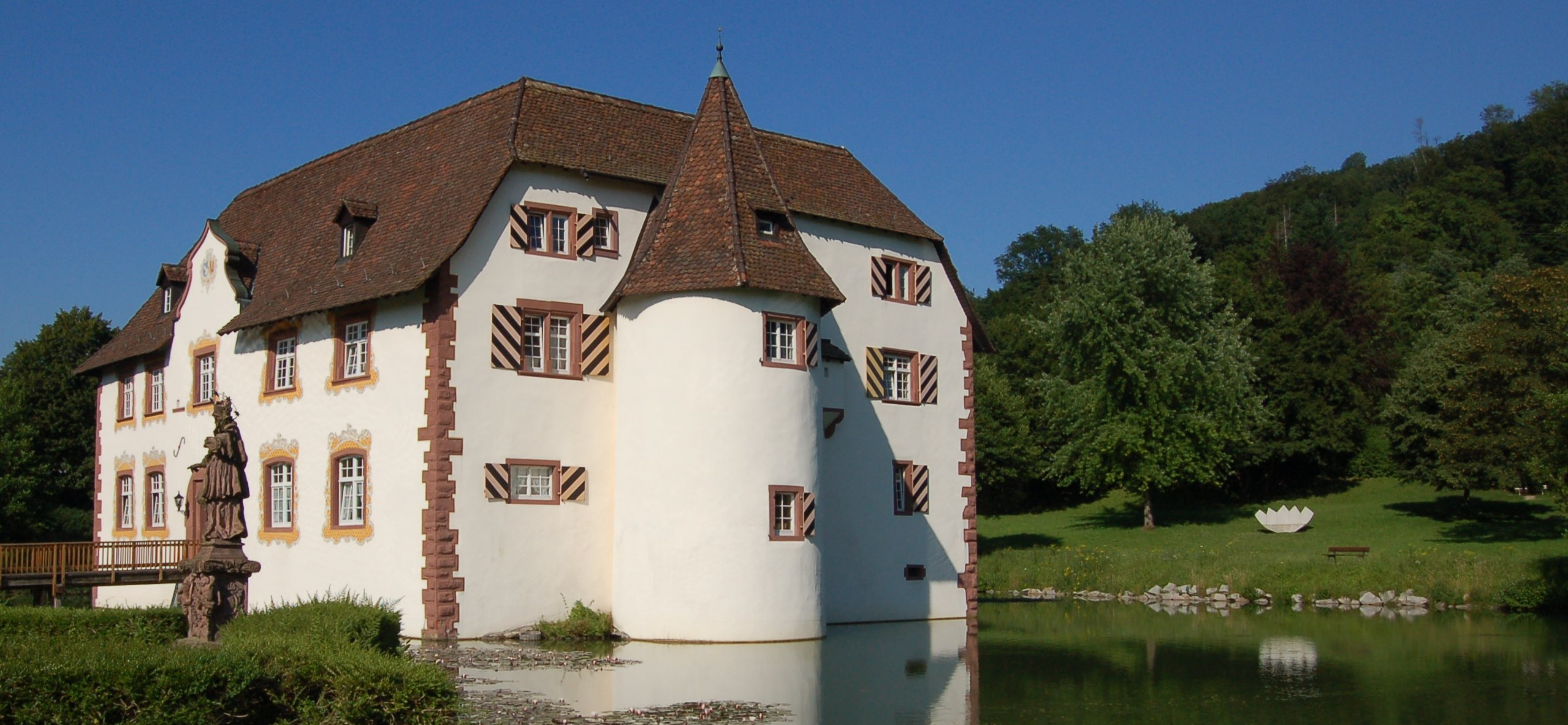
Le Wasserschloss d'Inzlingen (Allemagne), où Gobineau réside avec sa mère de septembre à décembre 1830.

L'enfance et la jeunesse d'Arthur Gobineau, qui est un enfant fragile et nerveux, sont marquées par la discorde régnant entre ses parents et l'instabilité de sa vie familiale. Son père est rapidement éloigné de sa famille par les nécessités de sa charge : il participe à l'Expédition d'Espagne de 1823, puis commande la place espagnole de la Seu de Urgel de 1823 à 1828. Sa mère mène dès lors une existence très indépendante auprès du précepteur d'Arthur et de sa sœur Caroline, Charles Sotin de La Coindière (qui est aussi un de ses nombreux amants), fils d'un ministre de la Police du Directoire, Jean-Marie Sotin de La Coindière. Ayant commis plusieurs escroqueries, elle s'enfuit à Inzlingen, au pays de Bade, à l'été 1830 ; une demande d'extradition ayant été formulée par la justice française, la « famille » s'installe en décembre 1830 à Bienne, où Arthur est inscrit au Gymnasium. Il y perfectionne son allemand et, semble-t-il, est initié au persan. L'arrivée en Suisse des émigrés polonais vaincus dans l'insurrection de novembre 1830 ouvre à sa mère de nouvelles possibilités, qui décident son départ pour la Pologne fin 1832. Arthur est donc renvoyé chez son père, mis à la retraite en 1831 à cause de son antipathie pour la monarchie de Juillet et installé à Lorient. De 1833 à 1835, destiné lui aussi à une carrière militaire, Arthur de Gobineau fréquente le collège royal de Lorient, dont il semble avoir été renvoyé pour indiscipline et pour les sympathies légitimistes de son père. C'est à cette époque que se développe sa sensibilité orientaliste, dans la mode romantique qui prévaut alors, même si l'on peut douter de la légende familiale qui le dit capable, si jeune, de traduire Firdousi. Il forme également des projets de mariage avec son amie Amélie Laigneau[pertinence contestée].

#### Les années de formation (1835-1840)
Fin septembre 1835, après avoir échoué au concours d'entrée à Saint-Cyr, ce dont il semble se satisfaire, il rêve de monter à Paris, ambitionnant une carrière littéraire. Il s'y installe dès 1835 grâce à un vieil oncle paternel, célibataire, voltairien et bon vivant, Thibaut-Joseph (un ancien ami de Talleyrand), qui le loge dans une mansarde rue Saint-Benoît, lui allouant pour un an une maigre pension et le fait entrer comme surnuméraire (non rétribué) à la Compagnie française d'Éclairage par le Gaz durant l'hiver 1835-1836. Si Arthur de Gobineau ne semble pas douter de son génie, ce n'est qu'avec difficulté qu'il parvient à faire publier dans La Mode un extrait du premier poème qu'il écrit alors, Dilfiza.
La situation de Gobineau se précarise lorsque, en septembre 1836, son oncle lui coupe les vivres. Mobilisant ses relations dans la presse ultra, il parvient à placer des articles, dont tous ne sont toujours pas identifiés à ce jour. Ce travail et ces soucis ne sont pas sans le décourager quelque peu. Il parvient pourtant à employer utilement les années suivantes en étudiant la langue et la littérature persanes auprès de Quatremère, qui lui confie la traduction de la Geschichte der Ost-Mongolen d'Isaac Jacob Schmidt (en) (elle-même première traduction de la chronique Erdeni-yin tobči). Cette compétence lui permet d'orienter sa production dans un sens plus conforme à ses ambitions littéraires. Dès 1838, à l'invitation de Berryer qui lui ouvre sa nouvelle (et éphémère) revue France et Europe, il publie dans ce domaine un article remarquable : « Du mouvement intellectuel de l'Orient », puis une série de monographies de vulgarisation sur Rumi, Hafiz, Djami, et Saadi. Cependant, cinq ans après son arrivée à Paris, il ne peut s'estimer satisfait de sa condition : « Paris, c'est l'enfer », écrit-il à son père et sa sœur. Il a définitivement rompu avec sa mère qui, rentrée à Paris, le calomnie dans les salons qu'elle fréquente ; la mère d'Amélie Laigneau répugne à un mariage avec ce jeune homme exalté et sans situation ;[pertinence contestée] les protections dont il dispose au faubourg Saint-Germain ne parviennent pas à lui procurer mieux qu'une sinécure à l'administration des Postes en janvier 1839 ; enfin, les divisions et l'échec du parti légitimiste, lors des élections de 1839, le navrent et le confirment dans sa tendance à la misanthropie.

#### Les premiers succès d'un polygraphe (1840-1849)
Ainsi, au début de 1840, Gobineau est-il à bien des égards un jeune homme déçu et blessé. D'une part, son cercle de relations s'élargit. Chez Madame de Serre, veuve d'Hercule de Serre, ancien ministre de Louis XVIII, il fait la connaissance de jeunes gens qui lui ressemblent : entre autres le jeune Hercule de Serre, neveu du précédent, Maxime Du Camp, et le peintre German von Bohn qui lui fera bien connaître Ary Scheffer. Ensemble, ils fondent un club, les Scelti (les « Élus ») ou Cousins d'Isis ; ils projettent un roman collectif, un essai, une Revue de l'Orient qui faillit aboutir. D'autre part, il parvient enfin à publier, dans la Revue des Deux Mondes, un important et remarqué article politique sur le premier président de la Grèce indépendante Jean Capodistrias, dans lequel il nie la filiation entre Grecs anciens et modernes et prend position en faveur des Turcs contre l'expansionnisme russe en Orient. Par la suite et jusque vers 1848, il fournira régulièrement des articles de politique intérieure et étrangère à différentes publications comme La Quotidienne, L'Union catholique ou la Revue de Paris, et est même nommé en 1842 rédacteur en chef de L'Unité. En 1848-1849, il fonde et codirige avec Louis de Kergorlay une Revue provinciale de tendance monarchiste et décentralisatrice.
Cependant, sa réussite l'autorise désormais à développer plus librement ses projets littéraires. Ce domaine occupe évidemment son activité de journaliste, et il publie à partir de 1842, notamment dans Le Commerce, divers travaux de critique et d'histoire littéraires sur Hoffmann, Quinet, Musset, Gautier, Heine, Balzac, Stendhal ; une série sur les critiques contemporains le fâche durablement avec eux, particulièrement Gautier et Jules Janin. Dans deux articles plus théoriques parus en 1845 (« Une littérature nouvelle est-elle possible ? » et « Des buts techniques de la littérature »), il s'inscrit en faux contre l'accusation de décadence lancée à la littérature romantique, affirmant des positions simultanément modernistes et formalistes.
Il s'essaie aussi à la création littéraire proprement dite. Deux pièces de théâtre (Les Adieux de Don Juan, publié à compte d'auteur en 1844, et Alexandre le Macédonien, de 1847, resté inédit de son vivant), plusieurs nouvelles (Le Mariage d'un prince en 1840, Les Conseils de Rabelais et Scaramouche en 1843, Mademoiselle Irnois en 1847) et quatre romans-feuilletons (Le Prisonnier chanceux en 1846, Nicolas Belavoir et Ternove en 1847, L'Abbaye de Typhaines en 1849) témoignent de ses efforts. De cet ensemble, la critique distingue seule Mademoiselle Irnois, nouvelle « balzacienne », « naturaliste », témoignant d'une « admirable maîtrise de la technique du roman-feuilleton ».
Cette période ne laisserait pas de donner une impression de disparate et d'éparpillement, si la protection de Tocqueville n'avait pas valu à Gobineau une formidable accélération de sa carrière. Après leur rencontre en 1843, peut-être dans le salon de Charles de Rémusat, Tocqueville, séduit par la vivacité d'esprit du jeune homme, le chargea de rédiger à son service un panorama de la philosophie morale anglaise et allemande. Il s'ensuivit une longue correspondance dans laquelle Gobineau peut affronter ses idées à celles d'un contradicteur politique (Tocqueville est démocrate) avec qui il entretenait néanmoins une relation d'amitié, de confiance et de respect mutuel. En juin 1849, lorsqu'il est nommé ministre des Affaires étrangères dans le second cabinet d'Odilon Barrot, Tocqueville se souvient de son protégé et en fait son chef de cabinet. Le gouvernement est renvoyé dès octobre par le président Louis-Napoléon Bonaparte, mais Gobineau est reclassé comme premier secrétaire de la légation de France à Berne : c'est le début de sa carrière diplomatique. Il y part dès novembre, accompagné de sa femme Clémence Monnerot (1816-1911), créole de la Martinique qu'il a épousée en 1845, et de leur fille Diane, née en 1848.

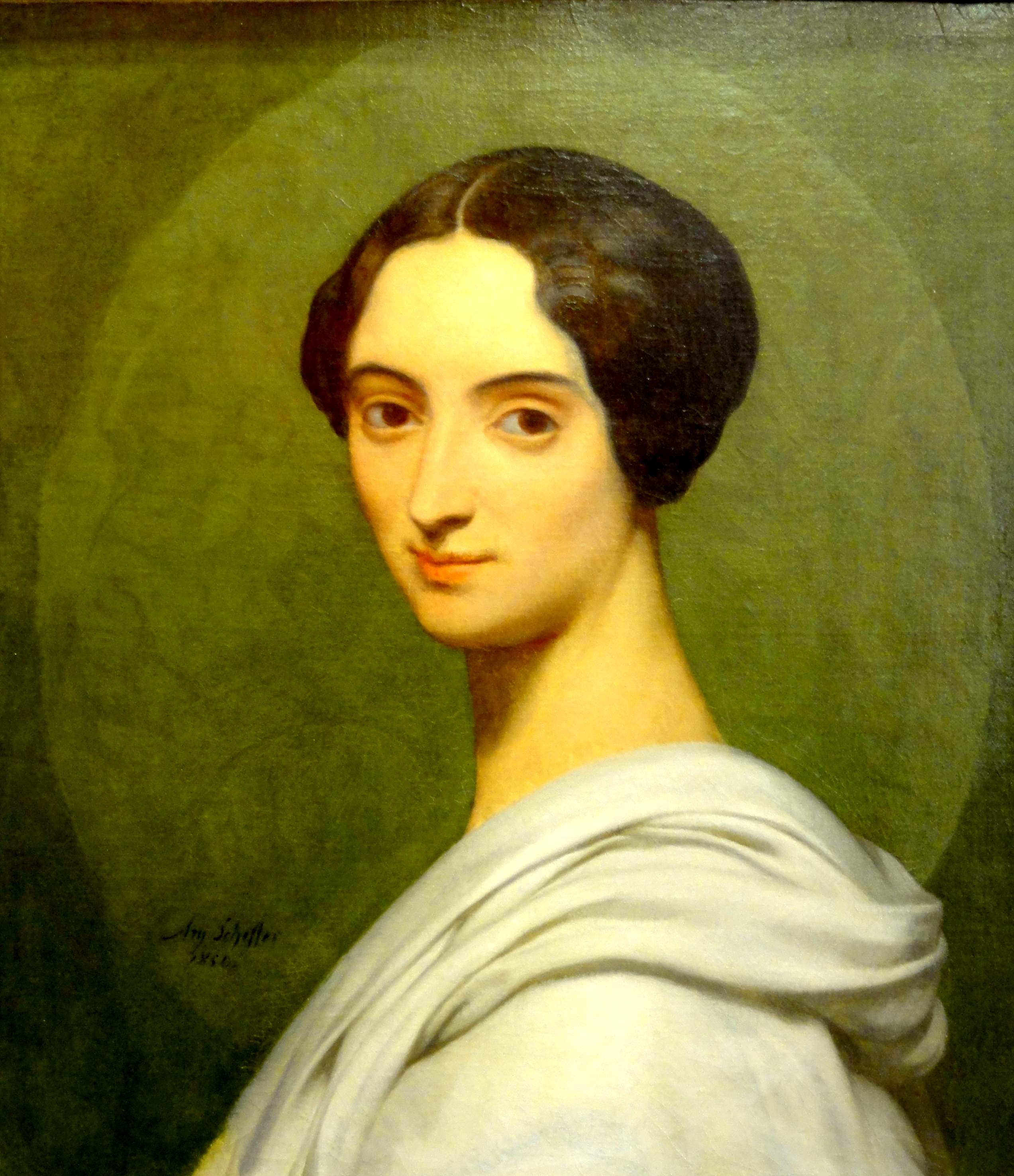
Portrait de la comtesse de Gobineau par Ary Scheffer (1850).

### Le diplomate (1849-1877)

#### La Suisse, l'Allemagne, et l'Essai sur l'inégalité des races(1849-1855)
D'abord nommé premier secrétaire de la légation, où il s'ennuie (excepté durant les quelques mois de 1851 où il occupe l'intérim du ministre de France à Hanovre), il trouve le temps de rédiger les premiers volumes de son Essai sur l'inégalité des races humaines, qui paraissent en 1853. Alors qu'il est nommé secrétaire de la représentation française au Bundestag de la Confédération germanique en 1854, ses ouvrages lui valent l'estime d'Anton von Prokesch-Osten, délégué autrichien auprès de la même instance, et une des rares amitiés fidèles qu'il honora toujours.

#### La découverte de la Perse (1855-1863)
En décembre 1854, il est nommé premier secrétaire de la légation française en Perse que commande Prosper Bourée. Il donne d'abord de son voyage, effectué par mer de Marseille à Busheyr, puis en caravane jusqu'à Téhéran, un récit dans Trois Ans en Asie (un autre écho se lit, vingt ans plus tard, dans sa nouvelle La Vie de voyage). Puis, laissé seul par Bourée (envoyé en mission auprès du roi de Grèce) et par sa femme (revenue accoucher en France de sa deuxième fille, Christine), seul responsable de la légation, il se fait « plus Persan que les Persans ». Sa maîtrise de la langue, sa remarquable adaptation à des conditions de vie très exotiques lui apportent l'estime de la population et des notabilités locales. Entouré de savants, il entame l'étude de l'histoire perse et tente le déchiffrement des écritures cunéiformes, sur lesquels il fournit une théorie qui fait alors (et fait encore) l'hilarité des spécialistes. C'est néanmoins sans regrets que, rappelé, il quitte la cour de Perse en 1858.
Il reste alors un certain temps sans affectation définitive. Espérant le consulat général de France à Tanger afin de compléter sa connaissance du monde musulman, il refuse en janvier 1860, au risque d'être destitué, une nomination comme premier secrétaire à la légation de France à Pékin. En mars de la même année, il est envoyé à Terre-Neuve comme chargé de mission afin de délimiter, en concertation avec deux commissaires britanniques, les zones des pêcheries de morue respectivement réservées aux pêcheurs français et anglais. De ce voyage de six mois, qui conduit Gobineau à Saint-Pierre, Sydney (sur l'île du Cap-Breton, où il visite la forteresse de Louisbourg), Truro et Halifax en Nouvelle-Écosse, puis tout autour de Terre-Neuve avant de se fixer à Saint-Jean, il tire un récit, Voyage à Terre-Neuve et une nouvelle, La Chasse au caribou. Il semble également que sa mission ait été conduite avec succès et au bénéfice des pêcheurs français : une petite baie de Terre-Neuve porte le nom d'« Anse de Gobineau ».
En 1861, il est renvoyé en Perse, cette fois comme ministre de France de plein droit. Ce second séjour, effectué seul et abrégé au possible, voit cependant un développement très fécond des travaux esquissés jusqu'alors : non seulement, en vain, sur les cunéiformes, mais aussi sur les doctrines persanes. Son essai sur Les Religions et les philosophies dans l'Asie centrale, paru en 1865, demeure une source fondamentale sur le Babisme, dont il connut de très près les premières manifestations, et avec lequel il sympathisa activement.

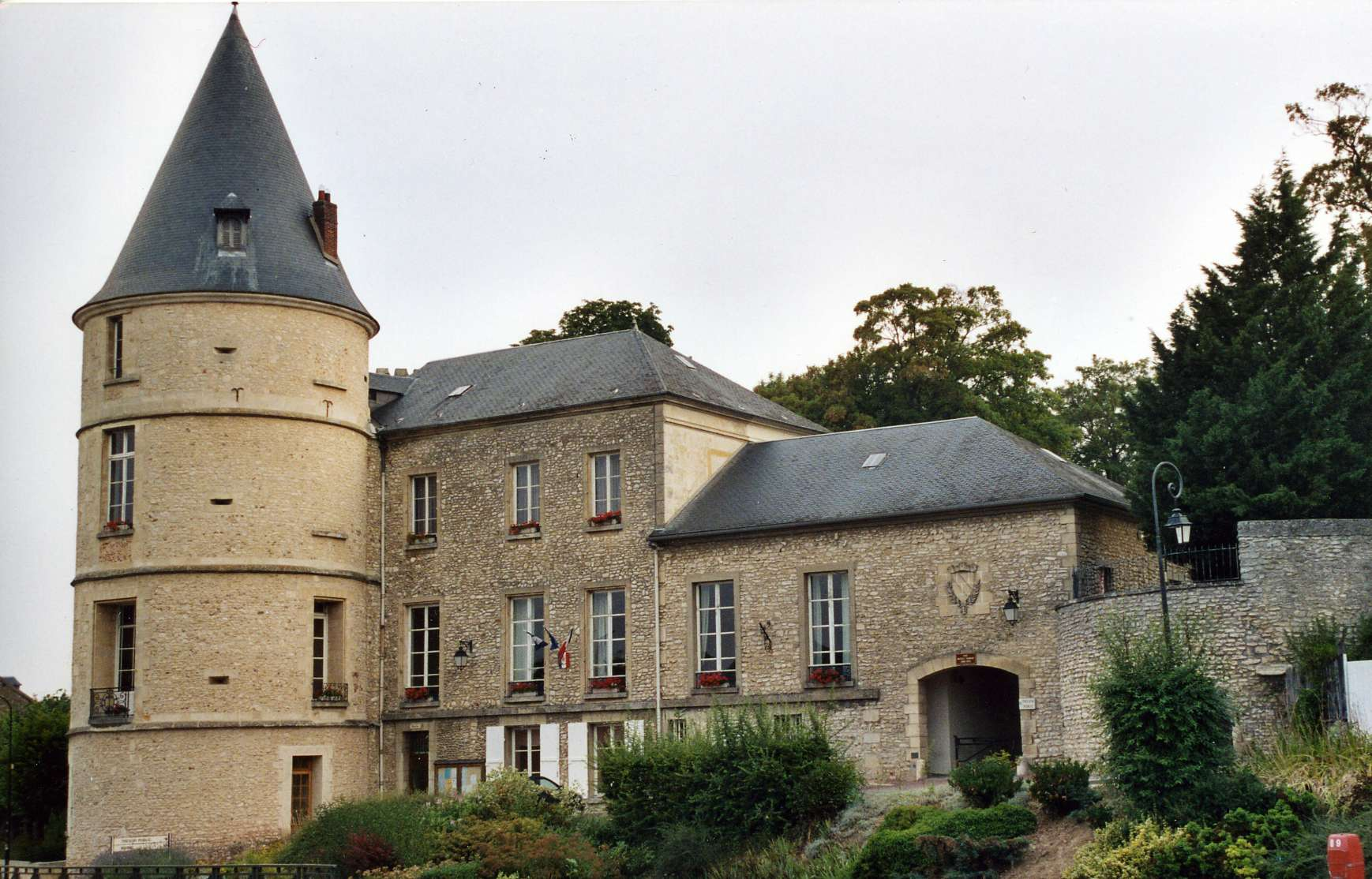
Le château de Trie, propriété de Gobineau de 1857 à 1878.

#### Athènes, Rio et Stockholm (1864-1876)
À son retour en Europe, Gobineau croit pouvoir connaître une certaine aisance. Sa femme a, durant son absence et grâce à l'héritage de l'oncle Thibaut-Joseph qui est mort en 1855, acquis le château de Trie, à Trie-Château, ancienne propriété des ducs de Longueville, où a séjourné Rousseau en 1767 et 1768. Il conserve cette propriété jusqu'en 1878, est élu conseiller municipal de Trie en 1860, puis nommé maire de 1863 à sa démission en 1870 ; sous la Troisième République et donc au suffrage universel[pertinence contestée], il est également élu conseiller général du canton de Chaumont-en-Vexin en 1870.
En 1864, la nomination de Gobineau comme ministre plénipotentiaire de France en Grèce est une consécration. Il s'agit d'un poste délicat, dans un pays dont la stabilité politique demeure fragile, deux ans après la révolution qui renversa le roi Othon Ier ; d'autre part, il y retrouve l'objet de ses premières préoccupations politiques. C'est à Athènes qu'il passe la période la plus heureuse de sa vie : choyé par le nouveau roi Georges Ier, il y tient le salon le plus prestigieux de la capitale, et y fait la connaissance d'un jeune admirateur, Robert Lytton, secrétaire à la légation britannique, fils de l'écrivain Edward Bulwer-Lytton et appelé à une brillante carrière. Son travail sur l’Histoire des Perses (dont les deux volumes paraîssent en 1869) progresse ; il renoue avec la poésie en composant L'Aphroëssa ; inspiré par les modèles classiques qui l'entourent, il s'essaie à la sculpture que, en dépit d'un talent très médiocre, il continue d'exercer jusqu'à la fin de sa vie. Il met également la dernière main à un essai philosophique, le bref Mémoire sur diverses manifestations de la vie individuelle auquel il travaille depuis l'achèvement de l'Essai sur les races, et qu'il parvient non sans difficulté à publier dans la Zeitschrift für Philosophie und philosophische Kritik de I. H. Fichte grâce à l'appui de son correspondant Adelbert von Keller.
Son séjour est également égayé par son marivaudage auprès des jeunes Zoé et María Dragoúmis (filles de l'homme d'État Nikólaos Dragoúmis, sœurs du futur Premier Ministre Stéphanos Dragoúmis et tantes de l’écrivain Íon Dragoúmis), avec qui il entretient une volumineuse correspondance. Mais son intransigeance et son indocilité commencent à le desservir : trop ouvertement favorable aux Turcs lors de la révolte crétoise de 1866-1869, en dépit des mises en garde et des menaces du ministère français des Affaires étrangères, il perd progressivement la confiance du roi de Grèce. En mai 1868, il fait arrêter et expulser autoritairement Gustave Flourens, révolutionnaire français insurgé aux côtés des Crétois ; cette attitude n'est pas étrangère à son rappel d'Athènes[Information douteuse], qu'il quitte en septembre 1868.

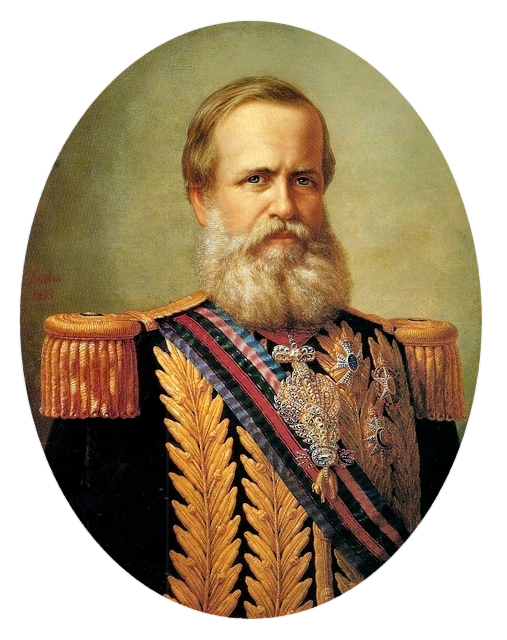
Pedro II du Brésil, admirateur et ami de Gobineau.

Gobineau avait annoncé son désir d'être envoyé à Constantinople ou au moins dans une cour allemande ; sa nomination à Rio de Janeiro, où il arrive le 20 mars 1869, signifie une vraie disgrâce. À sa grande surprise, il y est chaleureusement accueilli par l'empereur du Brésil Dom Pedro II, lecteur et admirateur enthousiaste, qui lui fait partager son intimité. Ce pays trop lointain et trop neuf est pourtant peu fait pour lui plaire. La situation politique, qui voit les derniers jours de la guerre de la Triple Alliance, ne l'intéresse pas. Méprisant la société locale (à l'exception d'Auréa Posno, la jeune épouse du consul de Hollande, à qui il écrira des dizaines de lettres restées inédites « où s'exprime une sensualité faussement chaste »), il s'ennuie profondément en dépit de l'amitié de l'empereur, et connaît une dépression que dissimulent mal les épisodes comiques de ses lettres aux sœurs Dragoúmis. Un incident est révélateur de cette tension : à l'opéra de Rio, il agresse à coups de poing une notabilité locale qui l'avait bousculé. L'empereur reçoit avec bienveillance sa version des évènements et, soucieux de l'état de Gobineau, à qui il conserve son amitié, lui obtient un congé après moins d'un an de séjour. Au cours de cette période difficile, Gobineau a néanmoins terminé sa nouvelle sur la Grèce, Akrivie Phrangopoulo et, dans la seule journée du 16 décembre 1869, écrit la nouvelle Adélaïde, demeurée inédite jusqu'en 1913 mais parfois considérée comme un chef-d'œuvre.
Arrivé en France peu de temps avant l'invasion prussienne de 1870, il la vit et la raconte de façon extrêmement pittoresque, placé qu'il est aux premières loges par sa qualité de maire et de conseiller général. Monté à Paris durant le siège, il y séjourne sous la Commune, qu'il envisage, curieusement, non sans une certaine sympathie, et y demeure après la Semaine sanglante, afin de se ménager les bonnes grâces du nouveau régime et d'éviter un renvoi au Brésil. Cependant, craignant des émeutes locales à Trie, il a obtenu que sa femme et sa fille cadette se réfugient à Copenhague, au Danemark, chez sa fille ainée où elles sont installées le 9 avril 1871 après un voyage mouvementé.
Après de longs atermoiements qui le mènent au bord de la mise à la retraite d'office, voire de la révocation, Gobineau est finalement nommé ministre plénipotentiaire en Suède le 14 mai 1872. C'est son dernier poste : il n'est jamais nommé ambassadeur. C'est à ces quelques années que, stimulé par l'exaspération de ses tensions avec sa famille, et surtout par l'amitié amoureuse qu'il entretient avec la comtesse de La Tour, épouse du ministre d'Italie à Stockholm, et qui demeure auprès de lui jusqu'à ses derniers jours, on doit les œuvres majeures de Gobineau : le roman Les Pléiades et les Nouvelles asiatiques. Son amitié avec la comtesse semble cependant plus ancienne, puisqu'elle est présente au Brésil et au Japon[pertinence contestée] aux côtés de son époux.

### Le misanthrope errant (1877-1882)

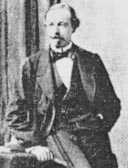
Arthur de Gobineau en 1864.

Mis à la retraite en mars 1877 à la suite d'une vacance quelque peu prolongée consacrée à accompagner Dom Pedro II au cours de son voyage en Europe, il quitte Stockholm et la diplomatie. C'est le début d'une vie errante menée jusqu'à sa mort, et qui le voit hésiter continuellement entre le château de Chaméane, propriété auvergnate de la comtesse de La Tour ; l'Italie, où il va de ville en ville à la recherche d'un climat favorable et de commanditaires pour ses travaux de sculpteur ; et l'Allemagne, où il visite des amis (dont les Wagner, rencontrés en 1876 à Rome) et prend les eaux afin de soigner les maladies nerveuses qui l'accablent de plus en plus douloureusement.
Ces difficultés ruinent progressivement ses facultés créatrices. Sa sculpture n'excéda jamais le médiocre. Ses travaux historiques, concentrés dans l'Histoire d'Ottar-Jarl qui prétend retracer la propre généalogie de Gobineau depuis le dieu Odin, sombrent dans l'invraisemblance. Ses projets d'articles ne sont plus que des ébauches négligées. Sa poésie, qui ne fut jamais brillante, le requiert de façon prépondérante : il consacre ses derniers efforts au vaste poème épique Amadis, partiellement posthume. Son caractère de plus en plus heurté l'éloigne progressivement de ses proches, dont seuls les plus fidèles parviennent encore à s'en accommoder : il mourut définitivement brouillé avec ses filles et son épouse, et près de la rupture avec Richard Wagner, dont l'antisémitisme, la misogynie et le messianisme lui sont insupportables.
C'est dans un ultime caprice qu'il connaît sa mort subite : décidant brusquement de fuir l'automne auvergnat, il quitte Chaméane, seul et presque aveugle, s'embarque à Saint-Germain-des-Fossés traverse la France en train et arrive à Turin, où il meurt le 13 octobre 1882, terrassé par une crise d'apoplexie dans la voiture qui le conduisait à la gare pour prendre le train de Pise. Il est enterré dans le dénuement au cimetière central de Turin (ampliazione I, arcata 87), où le régime fasciste installe en 1932 une plaque en son honneur : « Il tempo e gli eventi ne esaltano la figura di presago pensatore » (« Le temps et les évènements exaltent en lui la figure du penseur visionnaire »).

## La pensée et l'œuvre

### Sa pensée

#### L'Essai sur l'inégalité des races humaines
L'Essai sur l'inégalité des races humaines se présente sous la forme d'une longue récapitulation de l'histoire des civilisations humaines, ordonnée par le concept de « race » et marquée par une philosophie de l'histoire à la fois déterministe et pessimiste. Gobineau y postule l'existence de trois races primitives, dont les métissages, nécessaires selon lui à l'épanouissement des civilisations, conduisent toutefois inéluctablement en retour à la décadence de l'espèce humaine.
Ces « trois éléments purs et primitifs de l'humanité », que sont pour Gobineau les races jaune, blanche et noire, sont conçus comme fondamentalement inégaux, non pas tant de manière quantitative que qualitative.
La race blanche se voit octroyer « le monopole de la beauté, de l'intelligence et de la force » et, au sein de cette race blanche, la « race ariane », placée au-dessus de toutes les autres, fait l'objet d'un éloge tout particulier. Dans sa description de la race noire, il « accumule », selon Pierre-André Taguieff, « sans la moindre distance critique, les préjugés et les stéréotypes négrophobes les plus bestialisants et criminalisants ». Sur le plan de l'intelligence, il lui attribue des « facultés pensantes […] médiocres ou même nulles ». Elle possède l'avantage dans le domaine des sens, où certaines de ses facultés, « le goût et l'odorat principalement », sont développées « avec une vigueur inconnue aux deux autres ». « Mais », ajoute Gobineau, « là, précisément, dans l'avidité de ses sensations, se trouve le cachet frappant de son infériorité ». Avec la race jaune, enfin, . Gobineau souligne « en toutes choses », leurs « tendances à la médiocrité ». Notant qu'ils sont « supérieurs aux nègres », il assigne aux « jaunes » la place de la « petite bourgeoisie que tout civilisateur désirerait pour base de sa société », industrieuse mais trop limitée pour la créer ou en prendre la tête.
Placée au sommet de la hiérarchie des races primitives, la race blanche se voit dénuée selon Gobineau d'un principe indispensable à l'épanouissement des civilisations, et plus particulièrement des arts, celui des sensations. Pour acquérir cette propriété, « cachée dans le sang des noirs », le métissage, auquel la nature civilisatrice de la race blanche la pousse infailliblement, s'avère indispensable : si la race blanche est dépourvue des qualités sensuelles, la race noire manque pour Gobineau des « aptitudes intellectuelles » nécessaires à « la culture de l'art ». Ce métissage a toutefois son envers : il « mène les sociétés au néant auquel rien ne peut remédier ». Aboutissement de cette perte de vitalité causée par le métissage, la « démocratie égalitaire » apparaît comme le produit d'une passion pour l'égalité vers laquelle tendent naturellement les peuples dégénérés par les « apports des races étrangères ». Le régime démocratique est ainsi désigné par Gobineau comme le cimetière des civilisations, dont la valeur dépend essentiellement de caractères héréditaires corrélés aux propriétés du sang.
Gobineau adopte l'idéologie de la religion chrétienne selon laquelle tous les êtres humains partagent les ancêtres communs d'Adam et Eve, et cela implique l'idée que le monogénisme prévaut plutôt que le polygénisme. Il note dans l'Essai sur l'inégalité des races humaines que le métissage entre les différentes races était inévitable et que cela causerait un chaos de relations interraciales. Il a non seulement continuellement écrit que les Blancs étaient exceptionnels par rapport à toute autre race, mais il renforce l’idée que les femmes asiatiques et noires avaient un pouvoir d'attraction sexuelle spécial sur les hommes blancs. Son explication supplémentaire de cette affirmation est que chaque fois que les Blancs étaient à proximité des personnes Noires et des Asiatiques, cela entraînait un métissage et cela était dû au fait que les hommes blancs étaient séduits par des races autres que les femmes blanches, accusant dès lors systématiquement les femmes non-blanches d’attirer les hommes vers eux. Ce genre de rhétorique et d'idéologie promeut le racisme scientifique en France et autour du monde, et continue de soutenir l'idée que les races sont séparées génétiquement, tout en faisant honte aux relations interraciales. Gobineau place non seulement une emphase sur son interprétation de l'infériorité des Noirs et des Asiatiques, avec les femmes en particulier, mais il affirme en outre que les Juifs ne sont pas toujours soumis au métissage, mais même ainsi, sont considérés comme un facteur préjudiciable à la dégradation potentielle de l'Europe aryenne.

#### Postérité
L'interprétation de l'Essai est extrêmement disputée : quand certains tendent à le ranger dans le seul champ de la littérature, le désignant comme une longue variation, qualifiée d'épopée, sur le postulat inébranlable de la décadence de l'humanité, d'autres insistent sur son rôle dans la filiation des théories racistes.
L'ambition de Gobineau est de « faire entrer l'histoire dans la famille des sciences naturelles » ; il développe ainsi une sorte de « matérialisme biologico-historique » qui rejette la catégorie humaniste abstraite de l'Homme pour faire de la race le déterminant principal du comportement humain. Sa théorie ne reçoit toutefois pas un accueil favorable des tenants de l'anthropologie physique qui dénoncent des développements fantaisistes et sans rigueur, eux qui entendent fonder la « science des races » sur les méthodes des sciences naturelles. Dans sa lettre à Gobineau du 17 novembre 1853, Tocqueville se montre particulièrement visionnaire et juge que la doctrine développée par Gobineau aboutit à un très grand resserrement, sinon à une abolition complète de la liberté (...) Ne voyez-vous pas que de votre doctrine sortent naturellement tous les maux que l'inégalité permanente enfante, l'orgueil, la violence, le mépris du semblable, la tyrannie et l'abjection sous toutes ses formes ?.
Largement ignorées lors de la parution de l’Essai en France, c'est en Allemagne que les théories de Gobineau suscitent le plus d'intérêt. Introduites par Richard Wagner dans sa revue Bayreuther Blätter (en), elles connaissent un certain écho dans les milieux wagnériens, notamment après la traduction de l' Essai par Ludwig Schemann (1899-1902). Le philosophe Houston Chamberlain, tout en s'emparant de son idée de race aryenne, se démarque toutefois d'une théorie qui lui paraît manquer de rigueur et qui, surtout, ne permet pas de fonder la politique de « régénération raciale » dont il se fait le promoteur. L'Essai de Gobineau, qui fait de la décadence de l'espèce humaine un destin inéluctable et même déjà partiellement accompli, ne contient aucun programme qui pourrait inspirer directement les politiques eugénistes ou d'hygiène raciale de l'époque, lesquelles s'imposent dans l'esprit des idéologues allemands et trouvent leur application dans les politiques nazies.
La thèse de Michel Lémonon sur Le Rayonnement du gobinisme en Allemagne montre qu'en réalité, ce sont les œuvres littéraires de Gobineau qui assurent sa notoriété dans ce pays à une époque où elles sont totalement ignorées en France. Les Nouvelles asiatiques et surtout La Renaissance connaissent des dizaines d'éditions des années 1890 aux années 1920, et leur diffusion approche voire dépasse les 100 000 exemplaires. Elles connuaissent par ailleurs de nombreuses adaptations scéniques voire lyriques, qui font de Gobineau un véritable auteur populaire. En dépit des efforts de Schemann, l' Essai n'a quant à lui pas dépassé les 4 000 exemplaires en 1939 - une grande partie d'entre eux ayant par ailleurs été achetés par son association, la Gobineau-Vereinigung, afin de les offrir aux lycées allemands.
Dans le contexte du développement de la pensée völkisch, les efforts publicitaires de Schemann doivent toutefois faire de Gobineau une figure tutélaire de l'idéologie racialiste, au prix de déformations ou de simplifications de sa théorie initiale. Otmar von Verschuer, principal théoricien des politiques racistes du Troisième Reich loue ainsi son génie dans l'application de « la science raciale à la constitution historique des peuples et des États ». En France, le crédit dont Gobineau jouit en Allemagne contribue à son rejet par les nationalistes qui, comme Charles Maurras, voient en lui un avatar du « germanisme », si ce n'est du « pangermanisme ». Un mouvement inverse s'opère pendant l'Occupation chez les collaborationnistes français qui tentent d'attribuer à la France, via la figure de Gobineau, la paternité du racisme allemand.
Après une vague de rééditions et de publications dans les années 1920 et 1930, la réception de Gobineau en France est donc brutalement compromise par son association au nazisme. Une tentative de réhabilitation naît progressivement après-guerre à l'instigation d'écrivains comme Jean Mistler puis Jean Gaulmier. Ce dernier, fondateur avec A. B. Duff de la revue académique Études gobiniennes et coordinateur des Œuvres de Gobineau dans la Bibliothèque de la Pléiade (3 volumes, 1983-1987), anime des recherches universitaires transdisciplinaires qui donnent lieu à une série de thèses ayant profondément renouvelé et approfondi la connaissance de son œuvre et de sa pensée. Cette démarche tend à réduire l'importance du thème de la race dans la pensée de Gobineau (insistant notamment sur son absence totale[Information douteuse] d'antisémitisme), et à le comprendre comme un motif relevant de l'imaginaire de l'auteur (comme le présentent les travaux de Pierre-Louis Rey).
L'interprétation de l'Essai sur l'inégalité des races humaines continue de faire débat. Le philosophe Christian Delacampagne émet ainsi de « sérieuses réserves » quant à la réhabilitation de Gobineau. Elle minore selon lui le fait que Gobineau est le premier auteur de cette importance chez qui le racisme constitue le centre de gravité de la pensée, et qui consacre « la pièce majeure de sa production à l’exposé d’une théorie raciste ». Sur la même ligne, le philosophe Jean-Paul Thomas estime pour sa part que « le racisme de Gobineau est éclatant, manifeste et central ». Pierre-André Taguieff remarque qu'il apporte une « contribution décisive au racisme biologique » et à la construction du mythe aryen. Léon Poliakov, commentant un ouvrage de Jean Boissel, l'un des principaux défenseurs de Gobineau, juge enfin que la « détestable gloire posthume » de Gobineau n'est « pas entièrement imméritée ». Moins que la hiérarchisation des races, très commune à l'époque de rédaction de l'Essai, ce sont l'« horreur des métissages », l'« eschatologie crépusculaire », « le culte […] d'une race d'homme immaculée et blanche » et le néo-paganisme de Gobineau qui peuvent expliquer l'attrait qu'il a exercé sur les théoriciens nazis.
L'ethnologue Claude Lévi-Strauss estime de son côté dans Race et Histoire que, dans le système de Gobineau, les races ne sont « pas tellement inégales en valeur absolue que diverses dans leurs aptitudes particulières ». Il reproche cependant à Gobineau son biologisme. L'historien des sciences André Pichot réfute au contraire que la notion de race chez Gobineau ait la moindre valeur biologique, et qu'on puisse en déduire des implications politiques.

### Œuvre littéraire
La production proprement littéraire de Gobineau se répartit en deux périodes, l'une précédant, l'autre suivant sa carrière de diplomate. Il ne saurait être considéré comme anodin qu'un esprit d'une indépendance aussi ombrageuse n'ait su pleinement s'exprimer qu'au mépris de tout plan de carrière[réf. nécessaire].
La première période, de 1840 à 1849, est celle d'une jeunesse laborieuse et velléitaire à la fois,[réf. nécessaire] adonnée à la production de feuilletons dont peu ont su impressionner favorablement la postérité. De cet ensemble, dont il demeure probablement des débris encore inconnus semés parmi la presse de l'époque, se dégagent néanmoins quelques nouvelles et quatre romans. Ceux-ci, s'ils brillent davantage par leurs défauts que par leurs attraits et fournissent un vaste sujet d'épanchement aux contempteurs de Gobineau[réf. nécessaire], n'en possèdent pas moins quelques charmes mêlés. On[Qui ?] a su reconnaître au Prisonnier chanceux (1847) des qualités picaresques[réf. nécessaire] ; à Ternove (1848) et L'Abbaye de Typhaines (1849), en dépit de leurs maladresses et d'un certain ennui, un vrai souci documentaire[réf. nécessaire] ; Nicolas Belavoir (1848), de loin le plus long, frappe par la manière dont son principal défaut, la manie feuilletonnière de tirer à la ligne, est renversé par l'auteur en un humour absurde s'illusionnant extrêmement peu sur l'intérêt du récit[réf. nécessaire]. Les nouvelles de cette époque présentent un reflet aggravé de cette qualité inégale : si la plupart sont d'une lecture particulièrement difficile et ne présentent plus d'autre intérêt que biographique sur leur auteur, quelques-unes figurent, d'ores et déjà, parmi les productions les plus significatives de Gobineau[réf. nécessaire]. L'une des premières, Scaramouche (1843) a connu un certain succès, corroboré par le commentaire qu'en fait Louis Aragon dans Je n'ai jamais appris à écrire, ou les incipit. Une des dernières, surtout, Mademoiselle Irnois (1848), a connu un succès durable. Cette période est également celle de la production d'un théâtre et d'une poésie également médiocres et déconsidérés par la critique[réf. nécessaire].
Ce n'est pas avant 1869, dans l'ennui de son séjour à Rio de Janeiro que Gobineau renoue avec la prose romanesque. Sa nouvelle Adélaïde, écrite en une journée est parfois considérée comme son chef-d'œuvre[réf. nécessaire] quoiqu'elle ne soit paru que de façon posthume. Péripétie concentrée sur la jalousie entre deux femmes, pleine de cruauté, de bravache et d'humour, elle ne révèle pas encore de traces de cet exotisme qui est la marque de la production de la deuxième période romanesque de Gobineau. Celle-ci, courant jusqu'à sa mort, cristallise en effet les impressions de vingt ans d'errance, comme l'indique le titre des deux recueils publiés alors : Souvenirs de voyage (1872) et Nouvelles asiatiques (1876), distincts par l'occasion de leur réunion mais essentiellement solidaires dans leur contenu. Ces neuf nouvelles sont peut-être la quintessence du génie littéraire de Gobineau[réf. nécessaire] : de la grâce de sa capacité d'émerveillement devant le monde, de son romantisme désuet tout entiché d'amour courtois, et aussi de l'âpreté de son élitisme[réf. nécessaire]. Excepté dans la moquerie, l'ordinaire n'y connaît aucune part, et les passions s'y déchaînent avec noblesse[réf. nécessaire] ; c'est assez dire que les théories raciales de Gobineau n'y ont que très peu de part[réf. nécessaire], et ne se signalent à l'occasion que mêlées d'une certaine ironie guère plus insistante que le souci de la « couleur locale ». Plus entier, plus violent, plus maladroit aussi, le roman Les Pléiades (1874) se veut la théorie littéraire de l'individualisme élitiste[réf. nécessaire]. Charge brutale contre la démocratie et la modernité[réf. nécessaire], il affirme l'amour comme la valeur supérieure des « fils de Roi ». Aucune des tentatives postérieures ne semble avoir été menée à son terme, excepté l'ensemble de « scènes historiques » de La Renaissance (1877), qui figura jusqu'en 1934 au programme d'étude de l'enseignement secondaire allemand, et peut-être le roman Les Voiles noirs, dont le manuscrit inédit a disparu dans l'incendie du château de Chaméane en 1944.
On cite souvent les noms de Balzac et de Stendhal au sujet de l'œuvre romanesque de Gobineau.[réf. nécessaire] Mais, et bien qu'il se veuille quelquefois leur émule[réf. nécessaire], il ne conserve du premier que la volonté de peindre le monde bourgeois[réf. nécessaire], et du second l'enthousiasme romantique[réf. nécessaire]. En réalité, il semble que ce soit à son talent d'écrivain voyageur, loué par Nicolas Bouvier, qu'il faille recommander sa mémoire. Dans la liberté du voyage, Gobineau a su exprimer un humour très particulier, mêlé d'outrage et de délicatesse désespérée ; un talent picaresque extrême ; et une ouverture à l'existence et à l'être même des choses sans précédent dans la littérature française, et où il ne connaîtra pas de suivant[réf. nécessaire] avant les romans de Victor Segalen et surtout Ecuador d'Henri Michaux.

## Fonds Gobineau
Mathilde de La Tour hérite de la propriété des manuscrits de Gobineau, qui sont mis en valeur par Ludwig Schemann, disciple de Wagner et fondateur en 1894 de la Société Gobineau (Gobineau-Vereinigung). En 1903, la Bibliothèque nationale et universitaire de Strasbourg acquiert le fonds ; un cabinet en son honneur y ouvre ses portes en 1906 et reste ouvert jusqu'en 1945, à l'inverse du musée projeté par le médecin et patriote strasbourgeois Pierre Bucher.

## Œuvres
Les trois volumes des Œuvres de Gobineau publiés sous la direction de Jean Gaulmier (Paris, Gallimard, « Bibliothèque de la Pléiade », 1982-1983) regroupent : Scaramouche, Mademoiselle Irnois, Essai sur l'inégalité des races humaines (tome 1), Mémoire sur l'état social de la Perse actuelle, Trois Ans en Asie, Les Religions et les philosophies dans l'Asie centrale, Souvenirs de voyage, Adélaïde (tome 2), Nouvelles Asiatiques, Les Pléiades, La Renaissance (tome 3).

### Publications en revue
- Le Mariage d'un prince (1840 ; rééd. dans « La Nouvelle Revue Française », Paris, Gallimard, 1er juillet 1966)
- Scaramouche (1843, éd. en volume en 1922)
- Le prisonnier chanceux, ou les Aventures de Jean de La Tour-Miracle (1846, première édition en 3 volumes in-8 à Paris chez Louis Chlendowski à moins de 100 exemplaires en 1847 (rarissime), puis éd. en volume en 1924 ; L'Arsenal, 1989)
- Ternove (1847 ; rééd. Perrin, 1919)
- Nicolas Belavoir (1847 ; rééd. Gallimard, 1927)
- Les Conseils de Rabelais (1847 ; rééd. Folio-Gallimard, 1985)
- L'aventure de jeunesse (1847)
- La Belle de Féverolles (1848)
- Mademoiselle Irnois (1848 ; éd. en volume en 1920)
- L'abbaye de Typhaines (1849 ; Gallimard, 1919).

### Essais
Histoire :
- Essai sur l'inégalité des races humaines, tomes I et II (1853), III, IV, V et VI (1855). Les livres 1 à 6 sont disponibles sous format word et PDF ici : Uqac.ca
- Mémoire sur l'état social de la Perse actuelle (1856)
- Histoire des Perses, Paris, Plon, 1869
- Ce qui se passe en Asie (1877 ; édition posthume, Paris, Cahiers libres, 1928)
- Histoire d'Ottar Jarl, Pirate norvégien, conquérant du pays de Bray, en Normandie et de sa descendance, Paris, Didier et Cie, 1879.

Philosophie :
- Les religions et les philosophies dans l'Asie centrale, Paris, Plon, 1865.
- Mémoire sur diverses manifestations de la vie individuelle (1869 ; Desclée de Brouwer, 1935).

Philologie :
- Lecture des écritures cunéiformes (1858)
- Traité des écritures cunéiformes (1864).

Pamphlets :
- Ce qui est arrivé à la France en 1870 (1870, posthume ; Klincksieck, 1970)
- La Troisième République et ce qu'elle vaut (1877, posthume).

### Œuvres littéraires
Romans et nouvelles :
- Ternove - Méline, Cans et Cie Bruxelles, 1848[58]
- Adélaïde (1869, posthume)
- Souvenirs de voyage : Le Mouchoir rouge, Akrivie Phrangopoulo, La Chasse au caribou (1872 ; Folio-Gallimard, 1985)
- Les Pléiades (1874 ; Folio-Gallimard, 1997)
- Nouvelles asiatiques : La Danseuse de Shamakha[59], L'Illustre Magicien, Histoire de Gambèr-Aly, La Guerre des Turcomans, Les Amants de Kandahar et La Vie de voyage (1876 ; P.O.L., 1990 ; Les Éditions du Sonneur, 2007)
- La Renaissance, scènes historiques (1877 ; GF-Flammarion, 1980).

Récits de voyage :
- Trois ans en Asie, 1859 (Métailié, 1980)
- Voyage à Terre-Neuve, 1861 (Arléa, 1993).

Poésie :
- La Chronique rimée de Jean Chouan et de ses compagnons (1846)
- L'Aphroëssa (1869)
- Amadis (1876)
- Amadis (1887, rééd. intégrale, partiellement posthume)
- Tre poemi inediti (Firenze, Olschki, 1965).

Théâtre :
- Les Adieux de Don Juan (1844)
- Alexandre le Macédonien (1847, posthume).

Critique :
- Études critiques 1842-1847 (Klincksieck, 1984).

Roman épistolaire :
- Lettres à deux Athéniennes (Castalie, Librairie Kauffmann, 1936).

### Adaptations cinématographiques et télévisées
- 1958 : Adélaïde, libre adaptation de Jean-Louis Curtis, réalisée par Philippe Ducrest pour la RTF, avec Éveline Eyfel (Adélaïde), Claude Gensac (Élisabeth), Giani Esposito (Frédéric), Louis Arbessier (le baron Édouard), Mady Berry (Princesse Ulrique-Marie), Madeleine Cheminat (Mme de Haut-Castel), Odette Proust (Miss Dickson), et Michel Bardinet (Christian de Verbois)

### Correspondance
- (à sa fille) Lettres à la princesse Toquée (Seuil, 1988)
- (à sa sœur) Lettres persanes (Mercure de France, 1958)
- (à sa sœur) Correspondance 1870-1882 (Mercure de France, 1958)
- (aux sœurs Dragoúmis) Lettres à deux Athéniennes (Athènes, Castalie, 1935)
- Gobineau et le comte de Prokesch-Osten, Correspondance (Plon, 1933)
- Gobineau et D. Pedro II, Correspondência (São Paulo, Raeders, 1938)
- Alexis de Tocqueville, Œuvres complètes, IX, Correspondance avec Gobineau (Gallimard, 1959)
- Gobineau et Richard Wagner, Correspondance (Nizet, 2001).

## Prix
- Prix Bordin de l’Académie française 1878 pour son ouvrage sur La Renaissance[60].

## Archives
Les manuscrits de Gobineau, dont un certain nombre d'inédits, figurent pour la plupart dans les collections du fonds Gobineau  de la Bibliothèque nationale et universitaire de Strasbourg, et de la Bibliothèque nationale de France à Paris. Une grande partie d'entre eux fut détruite par l'incendie du château de Chaméane, en 1944.